# Shivani Pawar
Shivani Pawar (ur. 11 grudnia 1998) – indyjska zapaśniczka walcząca w stylu wolnym.
Brązowa medalistka mistrzostw Azji w 2024. Druga na mistrzostwach świata U-23 w 2021 roku.